# Martin Nonhoff
Martin Nonhoff (* 1970) ist ein deutscher Politikwissenschaftler. Er ist Professor für Politische Theorie an der Universität Bremen; er forscht und lehrt dort am Institut für Interkulturelle und Internationale Studien.

## Leben und akademischer Werdegang
Nonhoff studierte von 1992 bis 1997 an der Universität Erlangen-Nürnberg und an der Duke University Politikwissenschaft, Neuere und Neueste Geschichte, Wirtschaftswissenschaft und Amerikanische Kulturwissenschaft. Von 1999 bis 2003 war Nonhoff wissenschaftlicher Mitarbeiter am Institut für Politikwissenschaft der  Universität Erlangen-Nürnberg. 2005 erfolgte dort seine Promotion mit der Dissertation „Politischer Diskurs und Hegemonie. Das Projekt Soziale Marktwirtschaft“, die 2006 bei Transcript erschienen ist. In seiner Arbeit wendet er vor allem die hegemonietheoretische Diskursanalyse von Ernesto Laclau und Chantal Mouffe an und entwickelt ihren Ansatz in eine Hegemonieanalyse weiter, um mit damit das Hegemonieprojekt der Sozialen Marktwirtschaft in der frühen BRD zu analysieren.
Im Anschluss war er bis 2012 wissenschaftlicher Mitarbeiter am Zentrum für Sozialpolitik der Universität Bremen, wo er von 2007 bis 2012 wissenschaftlicher Mitarbeiter am SFB 597 „Staatlichkeit im Wandel“ im Projekt: „Legitimationswandel durch Internationalisierung und Deparlamentarisierung: Auf dem Weg zu postnationaler und postdemokratischer Legitimation?“ unter der Projektleitung von Professor Frank Nullmeier beschäftigt war.
Seit 2012 ist Nonhoff als Junior-Professor für Politische Theorie an der Universität Bremen tätig. Im April 2018 wurde er auf die Professur für Politische Theorie im InIIS der Universität Bremen berufen.
Zu seinen Forschungsschwerpunkten gehören insbesondere Politische Theorien der Gegenwart, Radikale Demokratietheorien, Diskurstheorie und -analyse, Hegemonieanalyse als auch Wirtschafts- und Sozialpolitik. Des Weiteren war er Mitantragsteller des DFG-geförderten Netzwerks „Methodologien und Methoden der Diskursanalyse“ und derzeit Mitkoordinator des daraus entstandenen internationalen Netzwerks von sozial- und sprachwissenschaftlich arbeitenden Diskursforscherinnen DiskursNetz. Nonhoff ist daneben auch Mitherausgeber der Reihe Interdisziplinäre Diskursforschung im Springer VS Verlag.

## Veröffentlichungen (Auswahl)
- als Mitherausgeber: Handbuch Radikale Demokratietheorie. Berlin: Suhrkamp 2019.
- als Mitherausgeber: Diskursanalyse und Kritik. Wiesbaden: Springer VS 2019.
- als Mitherausgeber: Politische Theorie in der Krise. Themenausgabe Mittelweg 36, Heft 25:2., Hamburg: Hamburger Institut für Sozialforschung 2016.
- als Mitherausgeber: Diskursforschung. Ein interdisziplinäres Handbuch. Band I: Theorien, Methodologien und Kontroversen. Bielefeld: transcript 2014, ISBN 978-3-8376-2722-0
- als Mitherausgeber: Diskursforschung. Ein interdisziplinäres Handbuch. Band II: Methoden und Analysepraxis. Perspektiven auf Hochschulreformdiskurse. Bielefeld: transcript 2014, ISBN 978-3-8376-2722-0.
- als Mitherausgeber: DiskursNetz. Wörterbuch der interdisziplinären Diskursforschung. Berlin: Suhrkamp 2014, ISBN 978-3518296974.
- als Mitherausgeber: Prekäre Legitimitäten: Rechtfertigung von Herrschaft in der postnationalen Konstellation. Frankfurt a. M.: Campus 2010, ISBN 978-3593392110.
- als Herausgeber: Diskurs – radikale Demokratie – Hegemonie. Zum politischen Denken von Ernesto Laclau und Chantal Mouffe. Bielefeld: transcript 2007, ISBN 978-3-89942-494-2.
- Politischer Diskurs und Hegemonie. Das Projekt "Soziale Marktwirtschaft". Bielefeld: transcript 2006, ISBN 978-3-89942-424-9.
- als Mitherausgeber:  Diskursanalyse: Theorien, Methoden, Anwendungen. Hamburg: Argument 2001, ISBN  978-3886192861.
- als Mitherausgeber:  PostModern Productions. Hamburg/Berlin: LIT Verlag 2001, ISBN 978-3825857622.